# Elim (Ort, Namibia)

Wahlkreiskarte von Elim

Elim ist eine Ansiedlung in der Region Omusati im Norden Namibias. Sie bildet das Zentrum des gleichnamigen Wahlkreises. Die Ansiedlung ist zudem traditionelles Zentrum der Uukwambi-Könige.
Elim wurde als finnische Mission am 18. Juli 1870 gegründet. Die Ansiedlung gilt als Geburtsort der Evangelisch-Lutherischen Kirche in Namibia.

## Persönlichkeiten
- Nangolo Mukwiilongo (1924–2017), Politiker der SWAPO